# Colpotrochia beluga
Colpotrochia beluga là một loài tò vò trong họ Ichneumonidae.